# Damien Hirst
Pour les articles homonymes, voir Hirst.
Damien Hirst est un artiste britannique, né le 7 juin 1965 à Bristol (Angleterre). Il vit et travaille à Londres. Il a dominé la scène de l'art britannique dans les années 1990 en tant que membre du groupe des Young British Artists. En 1995, il est lauréat du prix Turner.

## Biographie

### Jeunesse et études
Damien Steven David Brennan est né à Bristol et a grandi à Leeds. Sa mère, Mary Brennan, épouse William Hirst, lorsqu'il a un an, il portera son nom. Son beau-père était mécanicien et sa mère employée dans l'administration, au Citizens Advice Bureau (en). Ils divorcent lorsqu'il a douze ans. Il s'est montré indiscipliné pendant son enfance et le dessin était le seul domaine dans lequel il a pu se distinguer positivement dans ses études. Il est impressionné par l'œuvre de Francis Davison.
Ses résultats scolaires ne lui permettent d'entrer au lycée que grâce à l'intervention de son professeur d'art. Il étudie deux A-levels, dont un en art, où n'obtenant qu'un E, il est refusé au Leeds College of Art, mais réussit à y entrer par la formation diplômante de deux ans proposée par l'établissement. Il déménage à Londres où il travaille deux ans sur un chantier de construction pour poursuivre des études artistiques. Rejeté de la Saint Martins School of Art, il entre finalement en 1986 à Goldsmith's, College of Art jusqu'en 1989, pour étudier les beaux-arts, dont l'un de ses professeurs principaux est Michael Craig-Martin.

### Carrière artistique
Dès les années 1980, il mène de front un travail de sculpteur et de commissaire d'exposition qui marque la naissance du courant des Young British Artists. Sa première exposition personnelle a lieu en 1991 (In and Out of Love).
Depuis 1988, Damien Hirst réalise des installations où il traite du rapport entre l'art, la vie et la mort. Pendant ses études, il a travaillé dans une morgue et le thème de la mort devient central dans son travail. Pour les cabinets médicaux, il expose dans des vitrines des objets provenant « de la vie réelle » comme des tables, des cendriers, des mégots, des médicaments (formol), des papillons, ou des poissons.
À partir de 1991, pour « que l'art soit plus réel que ne l'est une peinture », il travaille sur une série constituée de cadavres d'animaux (cochon, vache, mouton, requin, tigre, etc.). Les corps des animaux (parfois coupés en deux, laissant apparaître les organes) sont plongés dans le formol et sont présentés dans des aquariums. Ces sculptures ou œuvres d'art sont appelées à disparaître (la putréfaction n'est que ralentie), elles perdent peu à peu leurs couleurs et se délitent.
Depuis 1993, il monte en parallèle une suite de peintures monochromes ponctuées de papillons naturalisés (I Feel Love, 1994-1995). Il réalise également une vidéo pour le groupe Blur (The Country House, 1995), un court métrage (Hanging Around, 1996), ainsi que des peintures en collaboration avec David Bowie ou la décoration d'un restaurant branché de Londres.
En 2003, il densifie son propos en montrant des monochromes noirs habités de mouches mortes, des reliquaires de martyrs, des vitrines où des têtes de vaches représentent le Christ et les apôtres ; ses installations sont éclaboussées de sang d'animal figé sur le sol ou sur les murs des lieux d'exposition (Blood, 2003). Dans une de ses scènes emblématiques le film The Cell (2000) s'inspire visuellement de l'univers de Damien Hirst.
Le 21 juin 2007, une de ses œuvres, Lullaby Spring, une armoire à pharmacie métallique contenant 6 136 pilules faites à la main et peintes individuellement a été vendue 19,2 millions de dollars (14,34 millions d'euros) par la célèbre salle de vente londonienne Sotheby's. Il s'agit de la deuxième œuvre la plus chère jamais vendue aux enchères pour un artiste vivant, après un portrait de Lucian Freud.
En novembre 2007, Hirst a acheté chez Sotheby's un autoportrait de Bacon pour 33 millions de dollars.
En août 2007, Damien Hirst bat un nouveau record en cédant pour 100 millions de dollars une pièce intitulée For the Love of God, réplique en platine du crâne d'un homme décédé au XVIIIe siècle, incrustée de 8 601 diamants. Le journaliste et critique d'art Ben Lewis (en) révèlera plus tard dans son documentaire L'art s'explose, que l'œuvre, ne trouvant pas acquéreur, a en fait été achetée par un groupe d'investisseurs dont Hirst faisait lui-même partie dans le but, semble-il, de préserver sa cote sur le marché de l'art.
Les premières Spot paintings présentent des alignements de points colorés dont les titres évoquent le monde médical, thématique que l'on retrouve dans ses sculptures installations. D'après l'artiste, cette série de Spots paintings parfois appelées Dots paintings, lui ont été inspirées par l'œuvre de Louise Nevelson.
Les secondes Spin paintings utilisent la force centrifuge. Les toiles de cette série sont de forme circulaire. Damien Hirst déclare avoir découvert ce procédé lors d'un programme télévisé pour enfant. Le Spin art courant issu de l'Action painting est apparu dans les années 1960.
En septembre 2008, Hirst organise une vente aux enchères de ses œuvres les plus récentes chez Sotheby's, à Londres, au lieu de passer par le circuit des galeries, lesquelles se sont pourtant imposées depuis le XIXe siècle comme les intermédiaires naturels entre les producteurs et les consommateurs du monde de l'art. Il viole ainsi une règle importante du marché de l'art. La vente est un grand succès et les articles sont vendus au-delà de toutes les estimations.
Ben Lewis (en) affirme cependant que les marchands d'arts traditionnels, et notamment Larry Gagosian et Jay Jopling, fondateur de la galerie White Cube à Londres, étaient présents à la vente et ont exagérément fait monter les enchères, dans le but de préserver la bulle spéculative autour de l'œuvre de Hirst dont ils possèdent des stocks importants.
Il collabore avec Philippe Pasqua, pourtant parfois accusé de plagier son travail, le temps d'une exposition à Paris, intitulée Skull, de décembre 2012 à janvier 2013.

### Newport Street Gallery
En octobre 2015, Damien Hirst ouvre sa propre galerie, la Newport Street Gallery, située dans le sud de Londres. Elle occupe trois bâtiments victoriens, pour une surface totale de 3 400m2. Ce nouvel espace a vocation de présenter des expositions monographiques et collectives d'artistes chers à Damien Hirst. L'exposition inaugurale qui accompagne l'ouverture de la galerie s'intitule Power Stations. Elle est consacrée à l'œuvre de John Hoyland.

## Controverses

### Utilisation d'animaux
L'utilisation d'environ 9 000 papillons ayant dû vivre et mourir dans deux pièces fermées dans le cadre de l'exposition In and Out of Love a attiré les critiques de la RSPCA.
Toutes les œuvres réalisées par Hirst mettant en scène des êtres vivants ont été sources de controverses. Cela a été le cas également pour A Thousand Years, réalisée en 1990, dans laquelle il met en scène deux cubes de Plexiglas reliés. Dans l'un se trouve une tête de vache, avec au-dessus d'elle une lampe électrique, et dans l'autre un cube blanc, abritant des milliers d'asticots se transformant en mouches, qui se nourrissent de la tête de vache pour ensuite mourir électrocutés par la lampe. Cette œuvre, qui met tous les sens du regardeur au défi, a été condamnée par une partie de la critique et Damien Hirst lui-même dit qu'après avoir vu la première mouche mourir, il se rendit compte de la machine infernale qu'il avait créée.

### Destruction de ses œuvres
En 2022, Hirst organise une exposition de 10 000 NFT, chacun correspondant à une œuvre physique — une peinture de points de couleur sur une feuille A4. Il détruit dans le même temps ces œuvres, après avoir laissé le choix aux acheteurs de ne garder que l'un des deux supports. Il s'agit pour lui de questionner la valeur de l'art physique et de l'art numérique.

## Œuvres
- The Physical Impossibility of Death in the Mind of Someone Living — L'Impossibilité physique de la mort dans l'esprit d'un vivant (1991)
- Virgin Mother (1999)
- Some Comfort Gained from the Acceptance Of the inherent Lies in everything, 12 conteneurs 200 x 90, 2 x 30, 5 cm (1996)
- The Fragile Truth (1997-1998)
- Where we are Going? Where do we come From? Is There a Reason?, (2000-2004)[12]
- Sympathy in white major (2001)
- Infinity (2004)
- Mother and Child Divided (1993)
- Cancer (2004)
- Vivisection (2004)
- The Devil on Earth (2005)
- For the Love of God (2007)[13]
- Adam and Eve
- The Golden Calf (2008)[14]
- La Flaneuse
- Even Better Than The Real Thing / Fish Out Of Water Mix (2011) - U2 Official Music Video[15]
- Pharmacie
- Treasures from the Wreck of the Unbelievable (2017), double exposition au Palazzo Grassi et à la Punta della Dogana, à Venise
- Cerisiers en fleurs, série de 107 tableaux, partiellement exposée à la fondation Cartier en 2021-2022[16]

### Cote
- Novembre 2006, Mental Escapology (2003), a été vendu pour 408 000 $ chez Phillips à New-York.

## Publications
- I want to Spend The Rest of My Life Everywhere, With Everyone, One To One, Always, Forever, Now, Booth-Clibborn Editions, Londres, 1998
- Pictures from The Saatchi Gallery, Booth-Clibborn Editions, Londres, 2001
- From The Cradle To The Grave: Selected Drawings, Booth-Clibborn Editions, Londres, 2005